# 元始 (西汉)
元始（元年：1年 - 末年：5年）是西汉时期汉平帝劉衎的年号，共计5年。汉平帝也是历史上第一个只改元一次的皇帝。值得注意的是，元始元年恰為西元元年。
在出土的居延汉简中发现这个年号被用至元始二十六年（公元26年），即當時东汉時期的建武二年。

## 大事记
- 元始五年：外戚王莽毒死漢平帝。

## 纪年
| 元始 | 元年 | 二年 | 三年 | 四年 | 五年 |
| ---- | ---- | ---- | ---- | ---- | ---- |
| 公元 | 1年  | 2年  | 3年  | 4年  | 5年  |
| 干支 | 辛酉 | 壬戌 | 癸亥 | 甲子 | 乙丑 |

## 参看
- 中國年號索引
- 其他时期使用的元始年号